# Carl Gustaf Moritz

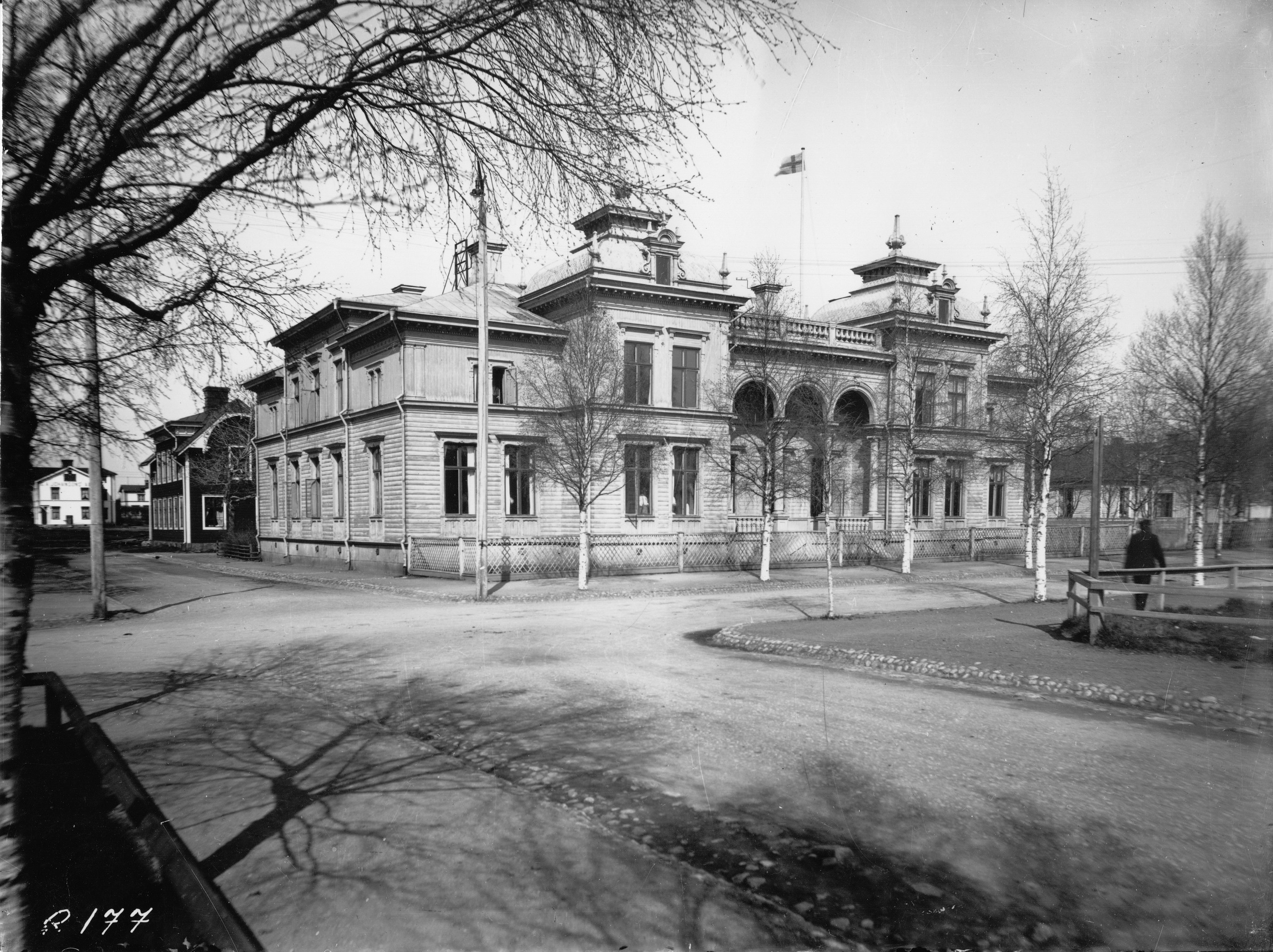
Moritzska gården, 1916.

Carl Gustaf Moritz, född 9 juli 1833 i Umeå, död där 10 maj 1897, var en svensk industriman. 
Carl Gustaf Moritz föddes 1833 i Umeå stad. Han ägde Sandviks ångsåg AB i slutet av 1800-talet, och var disponent där. Efter stadsbranden 1888 ledde han uppförandet av ett tegelbruk på Sofiehem, Västerbottens läns första industriella tegelbruk.
Efter stadsbranden lät han uppföra Moritzska gården som sitt bostadshus på kvarteret Idun i centrala Umeå. Även Moritzvägen på Haga har fått sitt namn efter Moritz.
Moritz var ogift. Vid sin död testamenterade han Moritzska gården till Umeå stad.